# Alexander Fleming
Alexander Fleming (6 tháng 8 năm 1881 – 11 tháng 3 năm 1955) là một bác sĩ, nhà sinh học và đồng thời là một nhà dược lý học người Scotland. Ông được coi là người mở ra kỉ nguyên sử dụng kháng sinh trong y học.
Khám phá nổi tiếng nhất của ông là enzyme lysozyme vào năm 1923 và chất kháng sinh có hiệu quả rộng rãi đầu tiên trên thế giới benzylpenicillin (Penicillin G) từ nấm mốc Penicillium rubens vào năm 1928, nhờ đó ông đã được trao giải Nobel Sinh lý học hoặc Y học năm 1945 cùng với Ernst Boris Chain và Howard Walter Florey. Ông đã viết nhiều bài báo về vi khuẩn học, miễn dịch học, và hóa trị.

## Thời niên thiếu
Alexander Fleming sinh năm 1881 ở Lochfield, xứ Scotland, phía Bắc Vương Quốc Anh. Đây là một vùng công nghiệp phát triển nhưng vì sự kiểm soát không tốt, kèm theo khí hậu ẩm ướt nên môi trường bị ô nhiễm nặng nề. Trong điều kiện như thế, nhiều loại bệnh đã xảy ra ở đây, đặc biệt là các bệnh nhiễm trùng như viêm phổi, bạch hầu, viêm màng não mủ, nhiễm trùng huyết... Từ nhỏ, Fleming đã chứng kiến một số người thân của mình bị những căn bệnh ấy cướp đi mạng sống. Cũng chính vì thế, từ khi còn bé Fleming đã quyết tâm sẽ trở thành một bác sĩ để cứu giúp những người bệnh.
Từ những năm học trung học, Fleming đã có xu hướng học lệch về các môn sinh vật, hóa học. Khi nộp hồ sơ vào đại học, ông đã ghi danh vào khoa Y, Học viện Y học Saint Mary ở Luân Đôn.

## Những thành công ban đầu
Fleming đã thi đậu vào nơi ông muốn học. Ông luôn dẫn đầu lớp trong các môn học, nhất là các môn về miễn dịch học. Khi vừa tốt nghiệp năm 1906, ông được nhận làm phụ tá cho Almroth Wright, một người đi tiên phong trong lãnh vực vắc-xin.
Năm 1914, chiến tranh thế giới lần thứ nhất bùng nổ. Alexander Fleming buộc phải dừng công việc nghiên cứu, bị gọi nhập ngũ và phục vụ ở quân y viện ngoài chiến trường.
Trong vòng 4 năm phục vụ trong quân đội, Fleming đã chứng kiến nhiều binh sĩ không chết trên chiến trường mà lại chết trên giường điều trị của quân y viện, mà phần lớn những cái chết ấy là do vết thương bị nhiễm trùng. Điều ấy khiến ông rất buồn, và nhận ra cần phải tìm ra một chất kháng khuẩn đủ hiệu lực, để khống chế sự nhiễm trùng của các vết thương.
Sau khi chiến tranh kết thúc, Fleming được giải ngũ, ông trở lại phòng thí nghiệm ngày xưa ở Học viện Saint Mary và tiếp tục công việc nghiên cứu bỏ dở của mình.
Năm 1922, sau nhiều năm nghiên cứu không thu được kết quả đáng kể nào, thì một lần tình cờ Fleming phát hiện một đĩa petri nuôi cấy vi khuẩn mà ông vô tình hắt hơi vào, sau 3 ngày được ủ trong tủ ấm, ở đĩa cấy đó khuẩn lạc không mọc được ở chỗ có dịch từ mũi ông rơi vào. Cho rằng trong các dịch của cơ thể người tiết ra có một chất có khả năng ức chế sự sinh trưởng của vi khuẩn, Fleming cùng người trợ lý của mình đã lấy mẫu tiến hành thí nghiệm với nước mắt, nước mũi, nước bọt, dịch vị... của người. Kết quả đều giống nhau, chúng đều có tác dụng ức chế tương tự nhau.
Và sau đó không lâu, Alexander Fleming đã cho công bố về việc phát hiện ra một chất mà ông gọi là lysozyme, một chất do chính cơ thể con người tạo ra, có thể tiêu diệt một số vi khuẩn, nhưng theo ông thì nó không thể diệt một số vi khuẩn có hại đặc biệt với loài người.
Lysozyme là phát hiện độc đáo, nhưng vai trò kháng khuẩn không rộng, không có tác dụng trên nhiều loại vi khuẩn gây hại. Nhưng cũng nhờ phát minh này, Fleming trở nên nổi tiếng, được giới y học Anh biết đến.

## Tìm ra penicillin

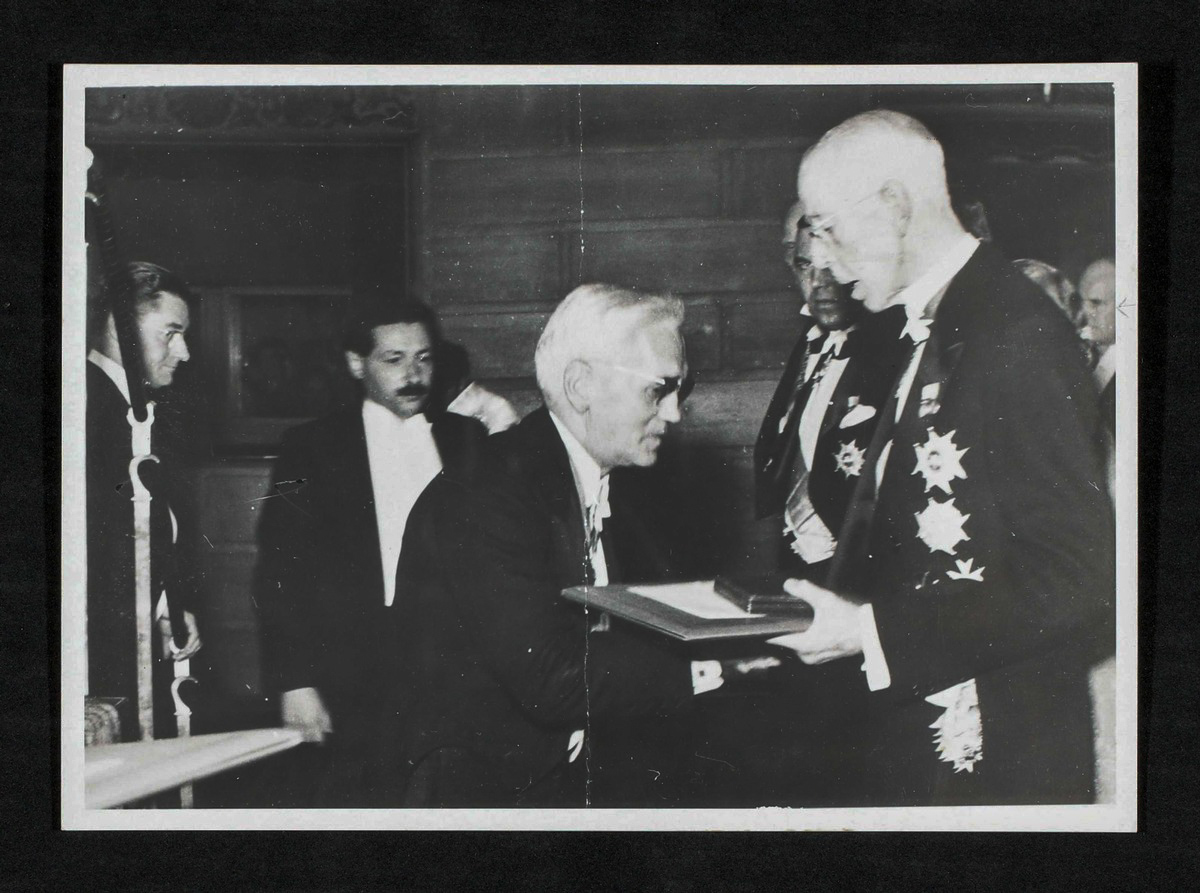
Fleming (giữa) nhận giải Nobel từ vua Gustaf V, 10 tháng 12 năm 1945

Mặc dù được tạo điều kiện làm việc tốt ở Đại học Luân Đôn, nhưng Fleming và trợ lý của mình vẫn thực hiện những nghiên cứu của mình tại phòng thí nghiệm cũ của Học viện Saint Mary. Trong một thời gian dài, ông đã thực hiện các thí nghiệm nuôi cấy liên cầu khuẩn. Nhưng vì điều kiện dụng cụ, thiết bị lúc đó còn thô sơ nên việc tránh sự tạp nhiễm của các loại vi khuẩn, nấm mốc khác vào các hộp petri nuôi cấy là rất khó khăn.
Vào ngày 28 tháng 9 năm 1928, khi người phụ tá của Fleming mở một đĩa petri đã cấy vi khuẩn để lấy vi khuẩn đi nghiên cứu thì anh phát hiện thấy trong đĩa petri ấy xuất hiện một loại nấm màu xanh nhạt. Báo cáo với Fleming về điều này, sau đó anh đem đổ đĩa petri ấy vào một cái đĩa khác, lúc ấy trên đĩa petri cũ còn lưu lại những đường vân xanh của loại nấm màu xanh lam ấy. Fleming thấy vậy, ông nghĩ rằng đó là dấu vết lưu lại của những vi khuẩn đã chết, ông bèn lấy một giọt dịch của đĩa petri bỏ đi ấy đem quan sát dưới kính hiển vi, thật ngạc nhiên khi ông phát hiện rằng không hề có dấu vết của liên cầu khuẩn trong đó.
Điều này đã khiến Fleming cho rằng loại nấm xanh đó đã tiết ra một chất có khả năng ức chế sự sinh trưởng của vi khuẩn, vì thế ông đã chuyển sang nuôi cấy loại nấm đó. Sau đó ông cho sợi nấm vào các dung dịch chứa vi khuẩn thương hàn, vi khuẩn lị, phế cầu khuẩn, não mô cầu... Kết quả cho thấy các loại vi khuẩn thương hàn, lị... vẫn phát triển mạnh bình thường, còn các loại cầu khuẩn kia lại chết hết toàn bộ. Lúc này, Alexander Fleming tin rằng phán đoán của mình là chính xác.
Giáo sư Fleming đã đem phát hiện của mình ra công bố vào năm 1929, đồng thời ông cũng nói rằng vào lúc đó ông chưa thể chiết tách được penicillin từ nấm Penicillium. Trong 10 năm sau đó, ông âm thầm làm các công việc khác trong khi vẫn tìm cách chiết tách penicillin, còn báo cáo của ông về penicillin dần rơi vào quên lãng khi giới y học lúc đó cho rằng nấm chỉ đem lại bệnh tật, chứ không thể chữa bệnh được. 

## Penicillin thuần khiết ra đời
Nhờ vào phát hiện tình cờ của của Fleming năm 1928, thuốc kháng sinh mới có thể được phát triển và sử dụng rộng rãi như ngày nay, và góp phần cứu tính mạng của hàng triệu con người . Cụ thể vào năm 1938, Fleming nhận được thư của hai nhà khoa học từ trường Đại học Oxford là Ernst Boris Chain và Howard Walter Florey, với lời đề nghị được hợp tác với ông để tiếp tục thực hiện công trình nghiên cứu về penicillin. Và sự hợp tác đã mang lại thành công, tháng 8 năm 1940, báo cáo kết quả nghiên cứu đã được công bố trên tập san khoa học Lancet.
Năm 1941, nhóm đã chọn được loại nấm penicillin ưu việt nhất là chủng Penicillium chrysogenum, chế ra loại penicillin có hoạt tính cao hơn cả triệu lần penicillin do Fleming tìm thấy lần đầu năm 1928.

## Vinh quang

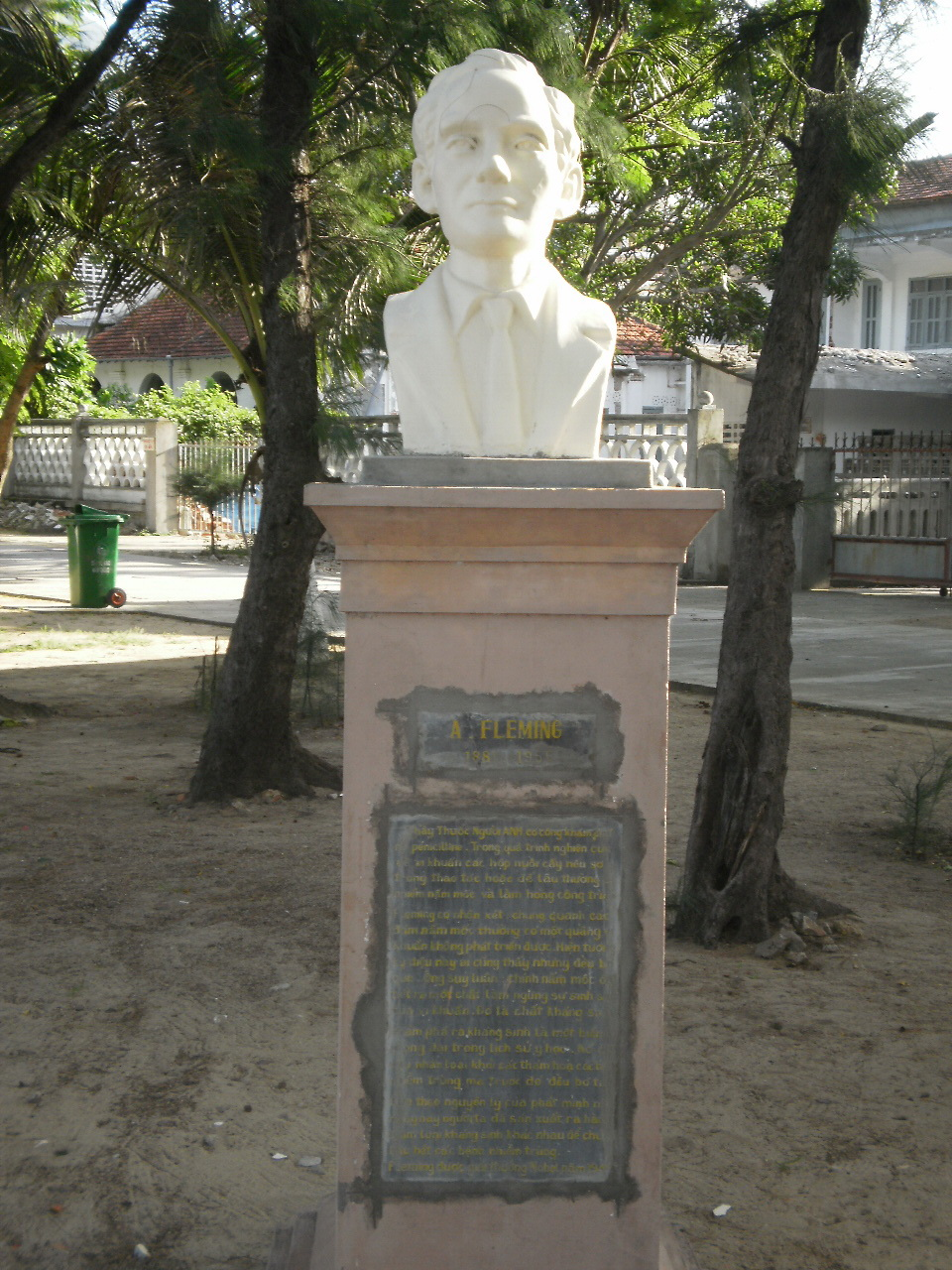
Tượng Alexander Fleming tại Quy Hòa, Quy Nhơn, Bình Định.

Trong Thế chiến thứ hai, thương binh cần nhiều kháng sinh, lúc này penicillin trở nên cần thiết, và từ năm 1943 Anh và Mỹ đã sản xuất penicillin với quy mô công nghiệp, để chữa trị các bệnh nhiễm trùng trên phạm vi rộng.
Lúc này, phát minh của Fleming cùng với các đồng nghiệp đã được cả thế giới công nhận. Vì vậy, năm 1945, giáo sư Alexander Fleming được tặng giải thưởng Nobel về y học, cùng với Ernst Boris Chain và Howard Walter Florey nhờ vào việc thành công phân lập và sản xuất quy mô lớn penicillin. Mặc dù được vinh danh bằng một trong những giải thưởng cao quý nhất của giới khoa học, Fleming vẫn rất khiêm tốn và nói rằng: "Tôi không phát minh ra penicillin. Thiên nhiên đã làm điều đó. Tôi chỉ phát hiện ra nó một cách tình cờ" [I did not invent penicillin. Nature did that. I only discovered it by accident] .
Alexander Fleming còn là hội viên Hội Khoa học Hoàng gia Luân Đôn, là viện sĩ Viện Hàn lâm Khoa học Paris (Pháp), và từng làm Chủ tịch Hội Vi sinh vật Anh, làm hiệu trưởng trường Đại học Edinburgh từ năm 1951 đến năm 1954, là viện sĩ danh dự của nhiều viện hàn lâm khoa học trên thế giới, và ông được Hoàng gia Anh phong tước hiệp sĩ năm 1944.
Alexander Fleming qua đời năm 1955, khi ông 74 tuổi. Một lễ tang đơn giản đã được tiến hành tại nghĩa trang của nhà thờ Thánh Paul, Luân Đôn.